# Seznam slovenskih ilustratorjev
Seznam slovenskih ilustratorjev. (Glej šeː Seznam slovenskih mladinskih ilustratorjev).

## A
- Peter Abram (*1956)
- Andrej Adamek
- Konči Ahačič
- Marijan Amalietti
- Ana Ambrož
- Zvest Apollonio (1935–2009)

## B
- Srečko Bajda (*1961)
- Milko Bambič (1905–1991)
- Marta Bartolj (*1979)
- Vesna Benedetič (*1966)
- Jože Beranek (1913–1945)
- Primož Bertoncelj (*1980)
- Milan Bizovičar (1927–2006)
- Saša Bogataj Ambrožič (*1971)
- Andreja Borin (*1969)
- Mitja Bokun (*1978)
- Marjan Bregar (1928–2009)
- Suzana (Suzi) Bricelj (*1971)
- Tina Brinovar (*1977)
- Anja Bunderla (*1985)
- Marko Butina (1950–2008)
- Peter Butkovič (1888–1953)

## C
- Matej de Cecco (*1979)
- Danilo Cedilnik (*1947)
- Ciril Cej
- Mojca Cerjak (*1959)
- Jure Cihlař (1944–2018)
- Jože Ciuha (1924–2015)
- Peter Ciuha (*1968)
- Viktor Cotič  (1885–1955)
- Igor Cvetko (*1949)
- Marjeta Cvetko (*1953)

## Č
- Ivan Čargo (1898–1958)
- Boris Čeh
- Darinka Čehovin (Argentina)
- Zvonko Čoh (*1956)

## D
- Dalaj Eegol (Ali Džafić)
- Matjaž Dekleva
- Danijel Demšar (*1954)
- Marko Derganc (*1950)
- Jurij Devetak (*1997)
- Bojana Dimitrovski
- Frančišek Dobnikar (1878–1901)
- Tina Dobrajc (*1984)
- Saša Dobrila (1922–1992)
- Jana Dolenc (*1964)
- Veno Dolenc (*1951)
- Julia Doria
- Živa Viviana Doria
- Anton Drofenik (1936–2017)

## E
- Jure Engelsberger
- Darka Erdelji
- Miha Erič (*1991)
- Milan Erič (*1956)

## F
- Milanka Fabjančič (*1981)

## G
- Irena Gašperšič Meško
- Kostja Gatnik (1945–2022)
- Draga Gelt (*1948) ?
- Ludvik Glazer Naudé (*1961)
- Jelka Godec Schmidt (*1958)
- Zdenka Golob (1928–2019)
- Ančka Gošnik Godec (1927–2025)
- Božidar Grabnar (1946–2004)
- Milena Gregorčič?
- Nevenka Gregorčič
- Alenka Gregorič?
- Nataša Gregorič Nabhas

## H
- Andrej Habič (karikaturist)
- Srečko Habič
- Miha Hančič
- Andrej Herman (1931–2006)
- Robert Hlavaty
- Viktor Höchtl
- Nana Homovec (*1990)
- Ciril Horjak - Dr. Horowitz (*1975)
- Alja Horvat (*1996)
- Uroš Hrovat (*1971)

## J
- Božidar Jakac (1899–1989)
- Matija Jama (1872–1947)
- Maja B. Jančič
- Adriano Janežič (*1972)
- Aleksander (Sašo) Jankovič Potočnik (*1961)
- Evgenija Jarc Zaletel
- Marjanca Jemec Božič (*1928)
- Samo Jenčič (*1958)
- Hana Jesih
- Dunja Jogan
- Bojan Jurc (*1950)
- Barbara Jurkovšek (*1981)
- Elko Justin

## K
- Katarina Kalc
- Andreja Karba
- Silva Karim (Kobal)
- Maja Kastelic (*1981)
- Samira Kentrić (*1976)
- Jakob Klemenčič (*1968)
- Manica Klenovšek Musil (*1974)
- Radovan Klopčič (1898–1992)
- Dušan Klun (*1948)
- Boris Kobe (1905–1981)
- Marko Kociper (*1969)
- Jaka Kramberger?
- Jana Kocjan
- Matej Kocjan-Koco (*1978)
- Anka Kočevar
- Miran Kohek (*1954)
- Tanja Komadina (*1976)
- Danila Komjanc (*1963)
- Vlasto Kopač (1913–2006)
- Leon Koporc (1926–2003)
- Marija Koren (1928–2013)
- Božo Kos (1931–2009)
- Polona Kosec
- Janja Kosi (*1994)
- Boža Košak (1915–1993)
- Ana Košir (*1970)
- Boštjan Košir (*1948)
- Pšena Kovačič
- Katja Kovše
- Maša Kozjek (*1974)
- Bine Kramberger?
- Peter Krivec (*1938)
- Milovan Krajnc (1920–2009)
- Mojca Krajnc (*197#?)
- France Kralj
- Mara Kralj (1909–2010)
- Tone Kralj
- Jan Kramberger (animator)
- David Krančan (*1984)
- Anja Kranjc (*1982)
- Kristina Krhin (*1974)
- Tomaž Kržišnik (1943–2023)
- Stane Kumar (1910–1997)
- France Kunaver (1909–2005)

## L
- Mojca Lampe Kajtna (*1970)
- Tomaž Lavrič (*1964)
- Vladimir Leben (*1971)
- Uroš Lehner (*1975)
- Lilijana Levstik
- Nea Likar (*1990)
- Barbara Lipičnik
- Erik Lovko
- Polona Lovšin (*1973)
- Maja Lubi (*1980)
- Anka Luger Peroci (*1953)
- Mateja Lukežič (*1976)
- Nada Lukežič (1931–2011)

## M
- Irena Majcen (*1948)
- (Svetlana Makarovič)
- Marijan Manček (*1948)
- Aleksandra Maraž (1960–2010)
- Aco Mavec (1929–1982)
- Milan Maver (*1928)
- Matija Medved - Medo (*1990)
- Zarja Menart (*1984)
- Jasna Merku (*1958)
- Meta Mežan
- Jurij Mikuletič (*1955)
- Ivan Mitrevski (*1979)
- Eva Mlinar (*1985)
- Jaka Modic (*1962)
- Dušan Muc (*1952)
- Miki Muster (1925–2018)

## N
- Marija Nabernik (*1983)
- Franci Nemec (*1950)
- Vinko Novak (1842–1923)

## O
- Katarina Oblak (*1988)
- Radko Okretič (*1953)
- Nikolaj Omersa (1911–1981)
- Silvan Omerzu (*1955)
- Miroslav Oražem (1900–1975)
- Donald Orehek (1928–2022) (ZDA)
- Mojca Osojnik (*1970)
- Lidija Osterc (1929–2006)
- Jože Ovnik (*1955)

## P
- Polona Pačnik
- Klavdij Palčič
- Zdravko Papič (1953–2013)
- Darinka Pavletič Lorenčak
- Mirna Pavlovec (*1963)
- Marijan Pečar (*1971)
- Roman Peklaj
- Andreja Peklar (*1962)
- Lojze Perko (1909–1980)
- Anka Luger Peroci (*1953)
- Mario Peruzzi
- Dušan Petrič (1916–1964)
- Nikolaj Pirnat (1903–1948)
- Vladimir (Lado) Pirnat (1938–2012)
- Roža Piščanec (1923–2006)
- Mateja Pivk
- Lidija Plestenjak
- Anamarija Pocrnjić (naravoslovna)
- Edo Podreka (1955–2004)
- France Podrekar (1887–1964)
- Maja Poljanc (*1989)
- Marko Por
- Blaž Porenta (rač.)
- Aleksander Potočnik (*1961)
- Cita Potokar (1915–1993)
- Lilijana Praprotnik Zupančič (*1955)
- Arjan Pregl (*1973)
- Marija Prelog (*1954)
- Dušan Premrl (1937–2008)
- Tereza Prepadnik (*1995)
- Petra Preželj (*1975)
- Ksenija Prunk (1905–1994)
- Zoran Pungerčar
- Gregor Purgaj (*1981)
- Maša Pušnik

## R
- Sandi Radovan (*1963)
- Judita Rajnar (*1959)
- Claudia Raza (-Floreancig) (*1943)
- Ana Razpotnik Donati (*1978)
- Aljoša Rebolj (*1967)
- Igor Rehar (*1954)
- Jelka Reichman (*1939)
- Tjaša Rener (*1986)
- Anton Repnik (1935–2020)
- Lucijan Reščič (*1946)
- Igor Ribič (*1962)
- Fran Rojec (1867–1939)
- Ivan Romih
- Nina Rupel
- Marko Rop
- Alenka Rot Vrhovec

## S
- Suzana Sabalič (*1969)
- Lili (Liana) Saje Wang
- Rudolf Saksida (1913-1984)
- Simon Sanda (*1974)
- Jakob Savinšek?
- Ajda Schmidt
- Matjaž Schmidt (1948–2010)
- Maksim Sedej (1909–1974)
- Aleš Sedmak (*1952)
- Jan Sedmak
- Mojca Sekulič Fo (*1969)
- Ivan Seljak - Čopič (1927–1990)
- Tanja Semion
- Drago Senica – Pi (1927–2001)
- Branko Simčič (1912–2011)
- Daša Simčič (*1963)
- Albert Sirk
- Iztok Sitar (*1962)
- Rudi Skočir (*1951)
- Andrej Skrbinek (Andy Black) (*1959)
- France Slana
- Pavel Smolej (1940–2023)
- Hinko Smrekar (1883–1942)
- Alenka Sottler (*1958)
- Alenka Spacal (*1975)
- Magda Starec Tavčar (*1946)
- Tinca Stegovec (1927–2019)
- Damijan Stepančič (*1969)
- Božidar Strman - Mišo (*1949)
- Barbara Stupica (*1962)
- Hana Stupica (*1988)
- Marija Lucija Stupica (1950–2002)
- Marlenka Stupica (1927–2022)
- Matej Stupica (*1987)
- Breda (Laura) Sturm

## Š
- Katarina Šeme (*1993)
- Ana Šerbelj
- Sabina Šinko
- Igor Šinkovec (*1978)
- Luka Širok (*1982)
- Peter Škerl (*1973)
- Anton Špacapan Vončina (*1975)
- Nina Štajner
- Andrej Štular
- Ive Šubic
- Janez Šubic mlajši
- Jurij Šubic
- Maja Šubic
- Mirko Šubic
- Vital Šuligoj ?
- Miroslav Šuput (*1948)
- Nataša Šušteršič Plotajs

## T
- Janko Testen (1950–2025)
- Jože Tisnikar (1928–1998)
- Luisa Tomasetig
- Tinka Tomazin
- Jože Trobec (*1948)
- Neža Trobec (*1979)
- Vinko Turk (1920–1946)
- Klavdij Tutta (*1958)

## V
- Gorazd Vahen (*1969)
- Petra Varl (*1965)
- Ivan Vavpotič (1877–1943)
- Vesna Veberič (*1961?)
- Janez Vidic (1923–1996)
- Matjaž Vidic (1947–1998)
- Urša Vidic (*1978)
- Rok Vilar
- Jana Vizjak (*1956)
- Nikolaj Vogel (*1972)
- Eka (Alenka) Vogelnik (1946–2024)
- Marija Vogelnik (1914–2008)
- Marjan Vojska (*1934)
- Miloš Volarič (1933–2010)
- Tinka Volarič (*1980)
- Zlata Volarič (1930–2008)
- Kamila Volčanšek (*1950)
- Jure Vombergar (Argentina)
- Melita Vovk (1928–2020)
- Žarko Vrezec (*1950)
- Alenka Vuk (*1970)
- Jaka Vukotič

## W
- Huiqin Wang (*1955)
- Meta Wraber (*1977)

## Z
- Sanja Zamuda (znanst. ilustratorka)
- Miljutin Zarnik (1873–1940)
- Ana Zavadlav (*1970)
- Karel Zelenko (*1925)
- Rok Zelenko (*1951)
- Franc Zorec (1854–1930) (tudi karikaturist)
- Marko Zorović
- Fulvia Zudič (*1961)
- Dalibor Bori Zupančič (*1949)
- Dunja Zupančič (*1963)

## Ž
- Stanley Žele (1895–1966)
- Maša P. Žmitek (*1985)
- Sara Žičkar
- Tone Žnidaršič (1923–2007)